# Xavier de Hemricourt de Grunne
Le comte Xavier de Hemricourt de Grunne, né le 11 juin 1894 à Rixensart et décédé en déportation le 4 juillet 1944 à Groß-Strehlitz (à l'époque en Allemagne, de nos jours Strzelce Opolskie en Pologne) est un officier et homme politique belge rexiste, avant de devenir résistant, un alpiniste et explorateur.

## Biographie[1]
Xavier de Henricourt de Grunne fait partie de la famille de Hemricourt de Grunne. Il est le fils de François de Grunne, général-major et ordonnance des rois Léopold II et Albert Ier, et de Madeleine de Montalambert. Il épouse le 3 octobre 1919 Anne de Meaux avec qui il a sept enfants.
Il fait ses études secondaires à Maredsous et entre à l'École royale militaire dont il sort sous-lieutenant.
Au début de la Première Guerre mondiale, il est blessé le 24 août 1914 à Tirlemont et est fait prisonnier par les Allemands. Il fait quatre ans de détention en Allemagne.
Dans l'entre-deux-guerres, il quitte l'armée d'active tout en restant officier de réserve. Il fait une candidature en philosophie et lettres à la Faculté Saint-Louis de Bruxelles et poursuit avec des études d'histoire et de sociologie à la Sorbonne dont il obtient le diplôme.

## Alpiniste et explorateur

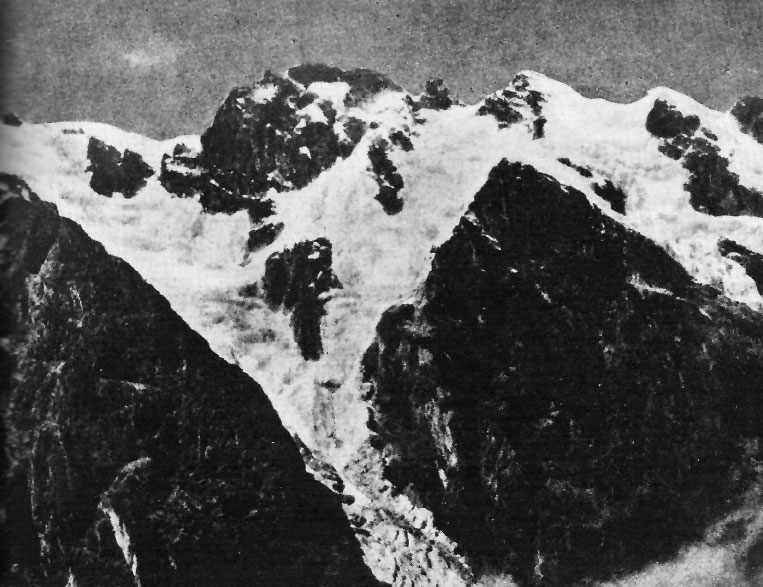
Les montagnes du Ruwenzori.

Son cousin, Jean de Layres, l'initie à la montagne lors d'un séjour en 1924 à La Bérarde en Oisans. Il pratique bientôt l'escalade sans guide notamment avec le roi Albert Ier avec qui il se lie d'amitié. Il rejoint le Club alpin belge et en est secrétaire général de 1928 jusqu'en 1938. Pour accroître et renouveler la base d'adhérents, il encourage la création de sections d'alpinisme dans les universités belges ainsi que la création de sections régionales dans les années 1930. Il est à l'origine de l'exploration systématique des rochers belges où il ouvre les premières voies d'escalade à Freÿr, Dave (rochers du Néviau) et aux aiguilles de Chaleux. Il grimpe également pendant ses vacances en Oisans, dans le massif du Mont-Blanc, les Alpes valaisannes et dans les Dolomites. On compte parmi ses ascensions, la dent Blanche, le Cervin et l'aiguille Verte. Ayant fait ses preuves alpines, il intègre le Groupement de Haute Montagne (GHM). À l'été 1932, il organise avec l'aide du Club alpin belge et commande une grande expédition scientifique au Ruwenzori entre le Congo belge et l'Ouganda. Il gravit à cette occasion le pic Marguerite (5 125 m) et le Kraepelin haut de 4 792 m.

## Carrière politique
Attentif à l'engagement sociétal en faveur des autres, il est aussi féru de politique. De 1921 à 1927, il est élu conseiller communal puis désigné bourgmestre de la commune de Wezembeek-Oppem. Dans ses fonctions de bourgmestre, il adopte une politique sociale en créant une cité ouvrière, une salle de théâtre populaire et un terrain de football. Idéaliste par nature et déçu par le système parlementaire belge traditionnel, il se rallie en mars 1936, au rexisme. Élu aux élections de mai 1936, il devient sénateur de l'arrondissement de Bruxelles et membre de la Commission des Affaires étrangères. Il siège ensuite comme indépendant (1937-39). En 1939, il rompt définitivement avec le parti Rex et son président Léon Degrelle. En cause, le rapprochement de Léon Degrelle avec les idéaux nazis et le patriotisme foncièrement belge de Xavier de Grunne.
Au début de la Seconde Guerre mondiale, il est rappelé comme major au 5e régiment de Chasseurs ardennais. Au cours de la campagne des dix-huit jours, il est blessé. Les tendons de trois de ses doigts sont sectionnés ce qui l'empêchera désormais de pratiquer l'alpinisme.
À la suite de la capitulation belge, il tente d'ouvrir une troisième voie entre les Anglais et les Allemands. Ses initiatives contre les Allemands rencontrent un succès mitigé en raison de sa méfiance envers les Anglais. Au sein de la Résistance, il s'applique toutefois à rassembler des armes au bénéfice d'un des groupes de l'Armée Blanche (future Armée secrète) qui regroupe des anciens membres des forces armées belges de 1940. Il est arrêté en août 1942 par les Allemands et emprisonné à Saint-Gilles puis à Bochum et Essen en Allemagne. Classé dans la catégorie Nacht und nebel par les Allemands, il décède d'une pleurésie au camp de concentration de Groß Strehlitz.

## Distinctions belges
- Chevalier de l'ordre de Léopold[7];
- Croix de guerre 40-45 avec palmes à titre posthume ;
- Croix de prisonnier politique.

### Sources
- Bio sur ODIS